# Arnau Campredon

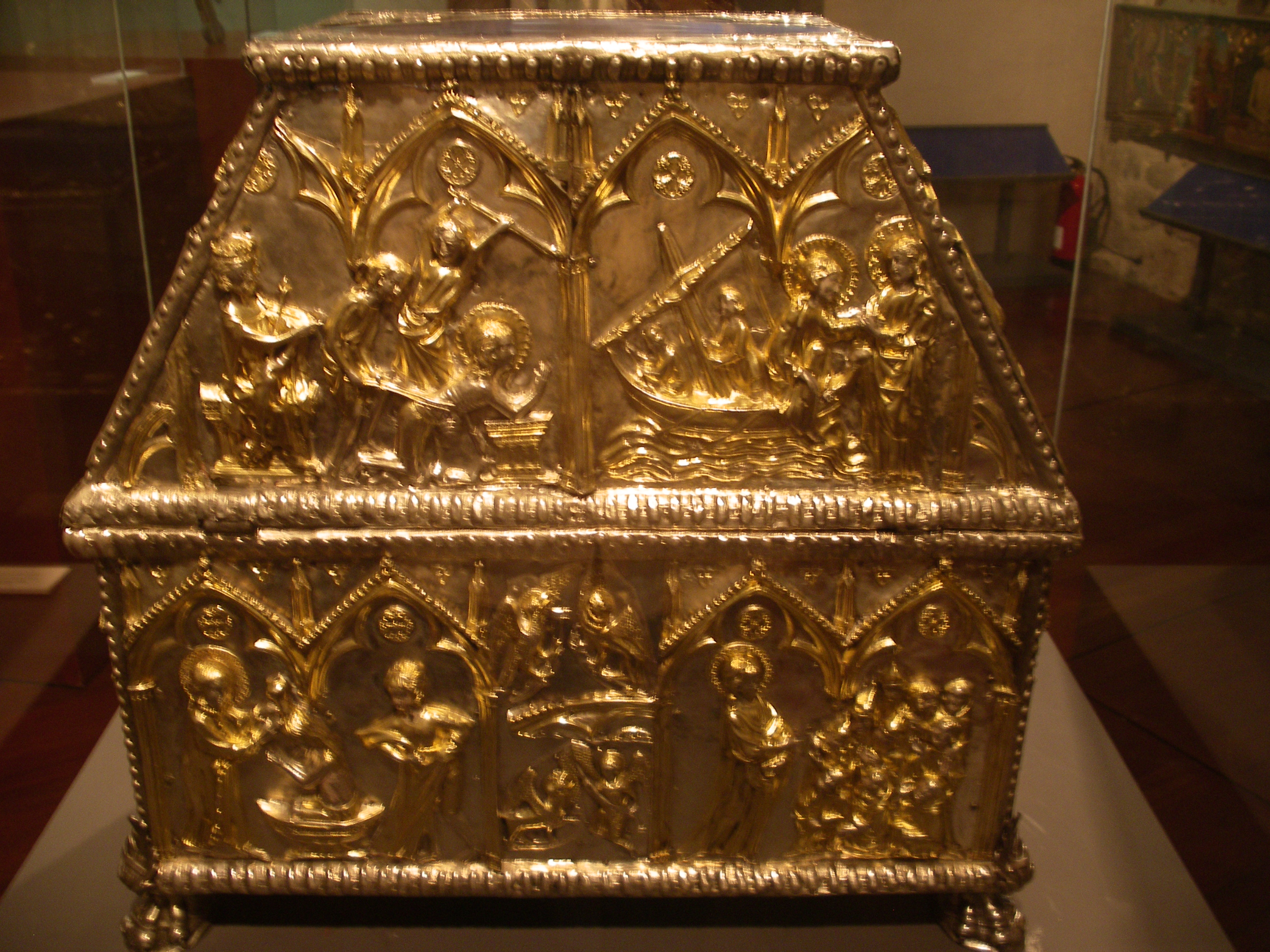
Arqueta de Sant Cugat, obra de Arnau Campredon i Joan de Gènova

Arnau Campredon (Perpinyà, segle xiv - Illes Balears?, segle xiv), escultor i orfebre documentat en Perpinyà a començaments del segle xiv i també a Palma com aprenent de l'escultor francès Pierre de Guines.
Provenia d'una família d'artistes tots localitzats al Rosselló i a Mallorca. El primer d'ells va ser Bartomeu Campredon que va realitzar a la fi del segle xiii parteix del cor de la catedral d'Elna avui desaparegut, el seu oncle Antonio Camprodon junt amb el seu fill també es van dedicar a l'escultura i alhora Arnau va tenir un fill que va continuar amb l'ofici de la família.

El 1303 l'abat del monestir de Sant Cugat Pons Burguet (1298-1306) va rebre un llegat de Bonanat Basset destinat per a la construcció d'una arqueta per a la custòdia de relíquies de sant Cugat: 
| « | caxiam […] de argento ad honorem et servicium beati martiris Sancti Cucuphatis. | » |

L'encàrrec es va realitzar a Joan de Gènova orfebre establert a Perpinyà, en aquells dies capital continental del regne de Mallorca. Al document del contracte apareix anomenat junt a l'orfebre Joan de Gènova. També al mateix document s'estableix que els desplaçaments a Barcelona dels dos artistes serien a càrrec dels comitents —monestir de Sant Cugat.
Al necrològic del monestir apareix citat com l'executor del tabernaculum altaris sancti Cucuphatis.

## Végeu també
- Arqueta de Sant Cugat